# Yannick Noah Great Courts 3
Yannick Noah Great Courts 3 (Game, Net & Match! en anglais, Extreme Tennis en Amérique latine) est un jeu vidéo de tennis développé et édité par Blue Byte, sorti en 1998 sur Windows.
Il tient son nom de Yannick Noah. Il fait suite à Great Courts et Great Courts 2.

## Accueil
- Computer Gaming World : 3,5/5[1]
- GameSpot : 8,2/10[2]